# Acharia brunnus
Acharia brunnus är en fjärilsart som beskrevs av Pieter Cramer 1777. Acharia brunnus ingår i släktet Acharia och familjen snigelspinnare. Inga underarter finns listade i Catalogue of Life.

## Bildgalleri

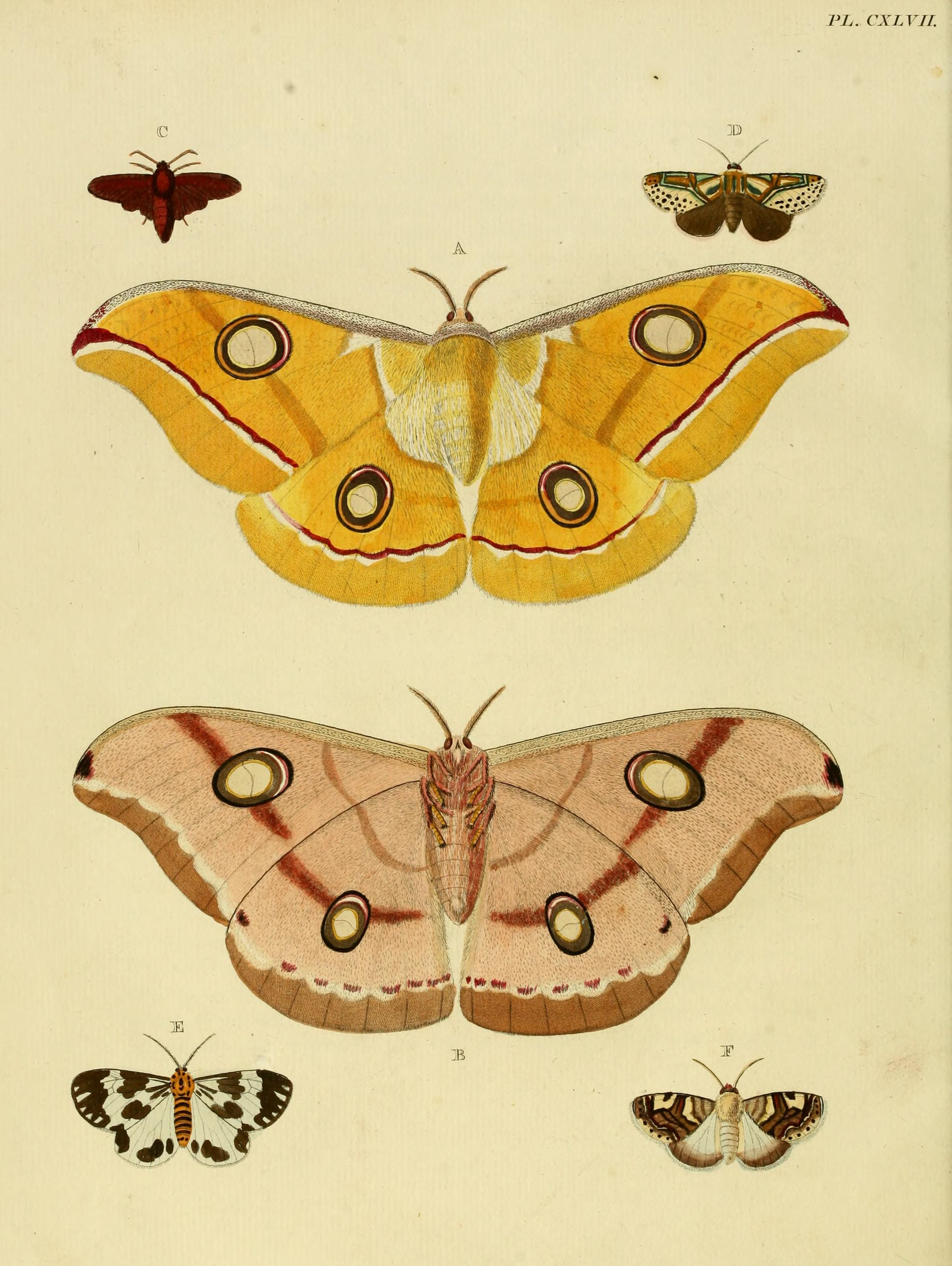